# Sabal minor
Sabal minor es una especie de palmera originaria del sudeste de los Estados Unidos, desde Florida al este de Carolina del Norte, Oklahoma, Luisiana hasta el este de Texas. 

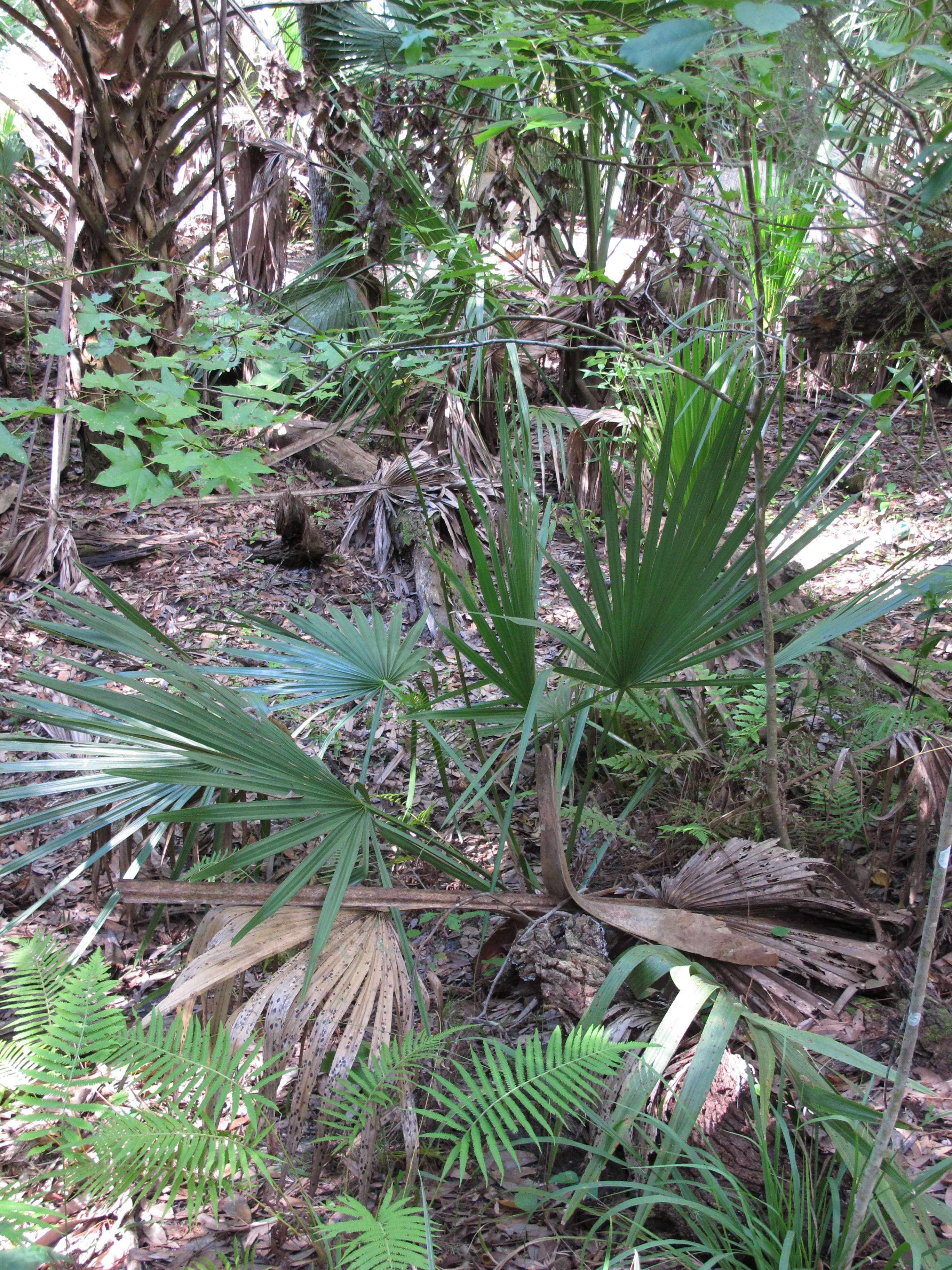
En su hábitat

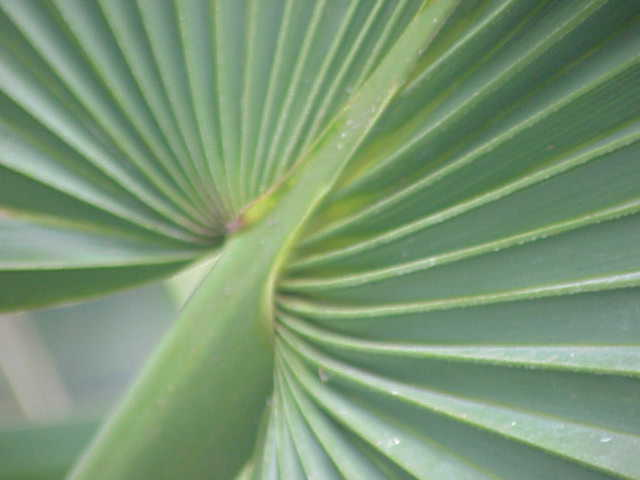
Detalle de la hoja

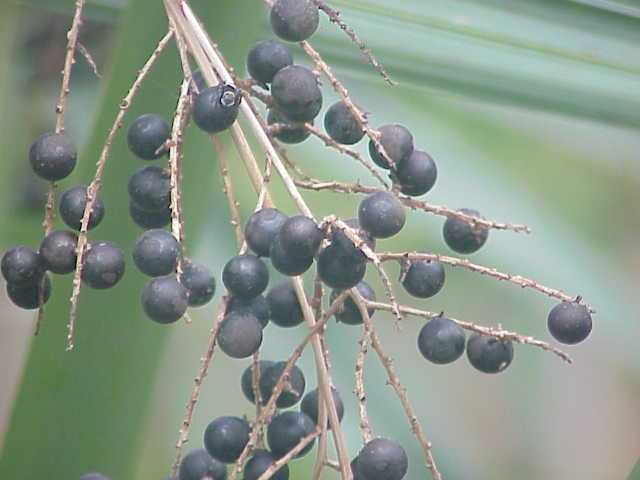
Frutos

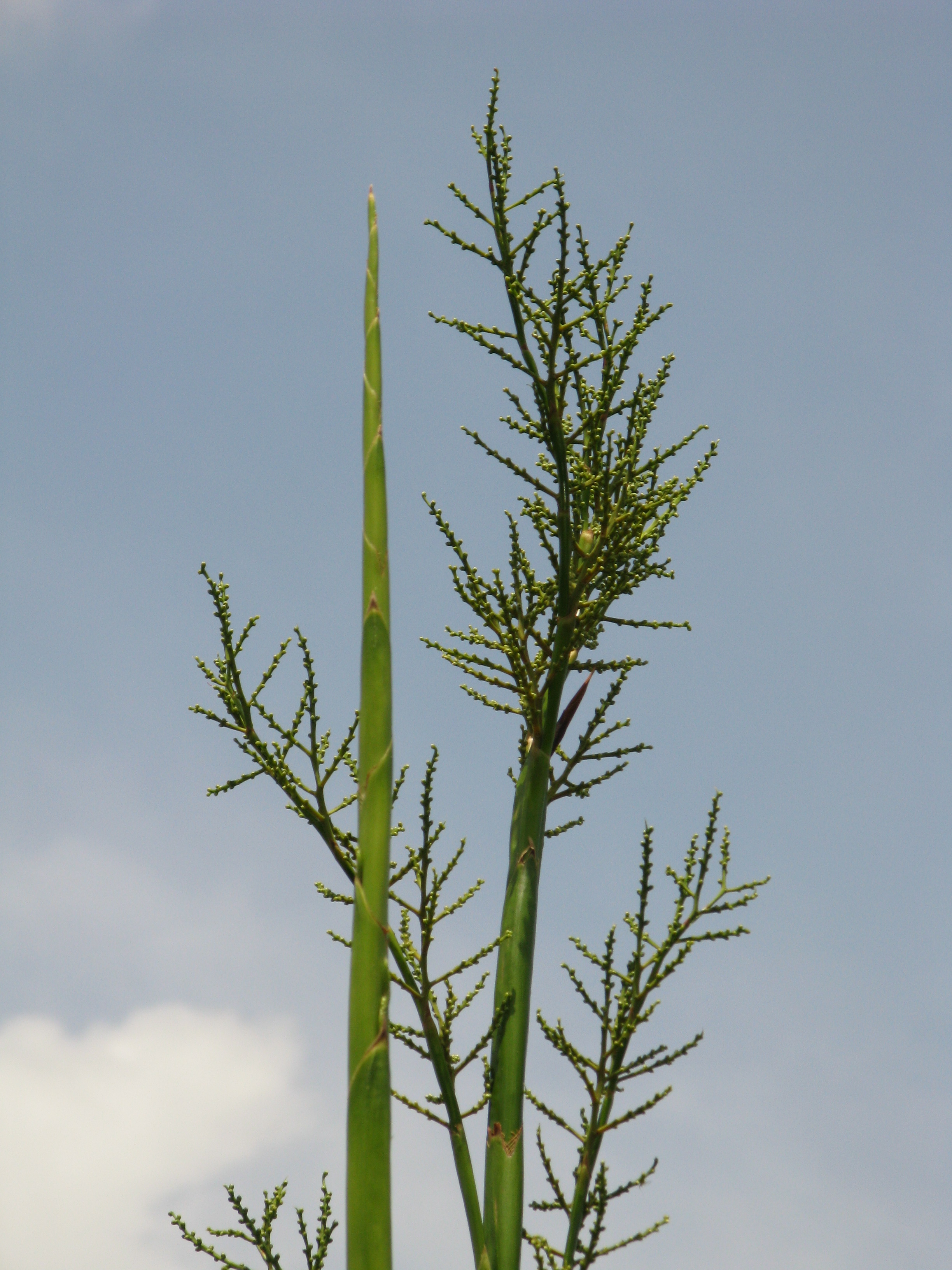
Inflorescencia

## Descripción
A pesar de que se encuentra principalmente en el sur de los Estados Unidos una de las palmeras que pueden soportar temperaturas algo más frescas, y se han cultivado tan al norte como el centro de Pensilvania. Es una de las más tolerantes a las heladas, sobreviviendo temperaturas tan bajas como -18 °C (entre las especies de América del Norte, sólo es superada por Rhapidophyllum hystrix ). Su resistencia al frío es variable a lo largo de su área de distribución, aunque la población nativa de Oklahoma se cree que es la población más resistente al frío. 
Alcanza un tamaño de hasta 1 m (raramente 3 m) de altura, con un tronco de hasta 30 cm de diámetro. Es una palmera de abanico (Arecaceae tribu Corypheae), con las hojas con pecíolo desnudo que termina en un abanico redondeado de numerosos foliolos. Cada hoja mide 1.5-2 m de largo, con 40 foliolos de hasta 80 cm de largo, unidos más de la mitad de esta longitud. Las flores son de color blanco amarillento, de 5 mm de diámetro, producidas en grandes panojas de hasta 2 m de longitud, que se extiende más allá de las hojas. La fruta es una drupa de color negro de 1-1.3 cm de largo que contiene una sola semilla.

## Cultivo
Es una de las pocas palmeras capaces de sobrevivir a las regiones con inviernos duros. Se cultiva por los jardineros y paisajistas por esta razón. A menudo, los que crecen en cultivo son cepas del extremo occidental de su área de distribución en Oklahoma y Tejas. Una variedad popular es 'McCurtain', el nombre de McCurtain County, Oklahoma , donde son nativas. Estas tienden a permanecer sin tronco y más pequeñas que las de las zonas más cálidas. Esta palma, ha sido cultivada por el norte hasta el área metropolitana de Nueva York de la costa este de la EE. UU. sin una protección especial. Más al norte de Nueva Inglaterra, una protección adecuada es necesaria para que puedan sobrevivir en los duros inviernos. 

## Taxonomía
Sabal minor fue descrita por (Jacq.) Pers. y publicado en Synopsis Plantarum 1: 399. 1805.
Etimología
Sabal: nombre genérico de origen desconocido, quizás basado en un nombre vernáculo.
minor: epíteto latino que significa "menor, pequeño".
Sinonimia
| - Brahea minima (Nutt.) H.Wendl. - Chamaerops acaulis Michx. - Chamaerops arundinacea (Aiton) Sm. - Chamaerops glabra Mill. - Chamaerops louisiana Darby - Chamaerops sabaloides Baldwin ex Darl. - Corypha minor Jacq. basónimo - Corypha pumila Walter - Rhapis acaulis (Michx.) Walter ex Willd. - Rhapis arundinacea Aiton - Sabal adansonii Guerns. - Sabal adansonii var. major hort. ex Becc. - Sabal adiantina Raf. - Sabal caroliniana Poir. - Sabal deeringiana Small - Sabal floribunda Katzenstein - Sabal glabra (Mill.) Sarg. - Sabal louisiana (Darby) Bomhard - Sabal minima Nutt. - Sabal pumila (Walter) Elliott - Sabal serrulata var. minima (Nutt.) Alph.Wood |